# Giuseppe Chittolina
Giuseppe (detto Ferruccio) Chittolina (Vado Ligure, 15 febbraio 1909 – Genova, 7 aprile 1946) è stato un calciatore italiano, di ruolo portiere.

## Carriera
A partire dal 1926 disputa due campionati nelle file del Vado, per poi indossare la maglia della Dominante dopo la fusione del 1927 dell'Andrea Doria con la Sampierdarenese, disputando un campionato di Divisione Nazionale e uno di Serie B.
Nel 1933 ritorna al Vado, con cui disputa da titolare sette campionati di Serie C.
Muore nel 1946, in un incidente di gioco con la maglia del Vado.
Nel 1978 gli è stato intitolato lo stadio comunale di Vado Ligure.

## Palmarès

### Club

#### Competizioni nazionali
- Prima Divisione: 1

Sampierdarenese: 1931-1932